# Gyrinus pygolampis
Gyrinus pygolampis là một loài bọ cánh cứng trong họ van Gyrinidae. Loài này được Modeer miêu tả khoa học năm 1776.